# Меллер, Александр Петрович
Алекса́ндр Петро́вич Ме́ллер (16 октября 1865 — ?) — генерал-майор, участник русско-японской войны, специалист в области артиллерийской техники, оптического и механического производства .

## Биография
Окончил Морской кадетский корпус (1887), Морскую учебно-стрелковую команду (1889), Михайловскую артиллерийскую академию (1895). С 1889 года помощник начальника Морской учебно-стрелковой команды.
С 1895 года — служащий Обуховского сталелитейного завода. Конструктор ряда орудийных станков (в частности, для 47-мм пушки Гочкиса). Подполковник по адмиралтейству за отличие (6 апреля 1903 года).
По личному предложению с разрешения управляющего Морским министерством вместе с 4 мастеровыми 1 февраля 1904 года командирован в Порт-Артур, куда и прибыл 21 февраля. Активно участвовал в восстановлении поврежденных кораблей и орудий (как морского, так и военного ведомств). Назначен 2-м флагманским артиллеристом штаба наместника (12.05). По приказу В. К. Витгефта на миноносце «Решительный» 28 июля 1904 года был отправлен с секретными документами в Чифу, после чего должен был следовать во Владивосток.
В Харбине встречался с Е. И. Алексеевым, поручившим ему осмотреть артиллерию Владивостокской крепости и Отряда крейсеров; по выполнении поручения отпущен на завод «ввиду чрезвычайной слабости, явившейся результатом утомления». Награждён орденами Св. Владимира 4-й степени с мечами и бантом (26.07.1904) и чином полковника (04.10.1904). Член правления Обуховского сталелитейного завода (1906—1907). Начальник Обуховского завода (12 ноября 1907 — 25 октября 1912). Совещательный член комиссии морских артиллерийских опытов (с 10 апреля 1906 года), артиллерийского комитета Главного артиллерийского управления (с 27 февраля 1908 года). Уволен в отставку по болезни 25 октября 1912 года.
Уйдя с государственной службы, Меллер становится видной фигурой в деловом мире: он входит в правление акционерных обществ, управлявшихся Русско-Азиатским банком (директором которого был А. И. Путилов, однофамилец создателя Путиловских заводов) — Путиловского, Невского, Русского и Русско-Балтийского.
Меллер (совместно с К. К. Ракуса-Сущевским) стал одним из учредителей созданного в 1913 году Российского Акционерного Общества Оптических и Механических Производств (РАООМП), и оставался членом правления общества до 1917 года.
Известно, что после 1917 года Меллер некоторое время являлся содиректором фирмы «Шнейдер-Крезо» в Париже.

## Публикации
- Меллер А. П. По поводу статьи А. М. Герасимова "Заметки о морской артиллерии в войну 1904 года («Морской сборник», 1906, № 2 и 3). — «Морской сборник», 1906, № 7, с. 117—131.